# Pepperpot guyanese
Il pepperpot o pepperpot guyanese (in inglese: guyanese pepperpot) è un piatto unico originario dei paesi di lingua inglese dei Caraibi meridionali, ed in particolare della Guyana, dov'è nato ed è considerato uno dei piatti nazionali, e di Barbados.

## Origine e preparazione
La ricetta del pepperpot risale ai nativi dei Caraibi meridionali, agli Arawak e ai Caribi. Si tratta di uno stufato il cui ingrediente principale è la carne di manzo, maiale o pecora (più raramente pollo), insaporita con cassareep (una salsa a base di cassava), cannella e peperoncino. I contorni comuni sono pane, riso o roti, ma viene spesso servito anche con cassava, eddo, platani o patate dolci. Tradizionalmente vengono utilizzati tagli di carne meno diffusi ed a lunga cottura, ma oggi vengono utilizzati anche tagli di carne di qualità superiore.
A causa dei lunghi tempi di cottura, il pepperpot viene preparato solo in occasioni speciali ed è diventata tipica del pranzo di Natale e di Santo Stefano. Poiché il cassareep prolunga la durata di conservazione del piatto, lo spezzatino può essere conservato per un periodo di tempo più lungo e riscaldato se necessario. Anche per questo motivo, il pepperpot non viene consumato appena pronto, ma almeno un giorno dopo e poi riscaldato.
Anche ad Antigua e Barbuda esiste un piatto con lo stesso nome, ma il pepperpot antiguano ha come ingredienti principali perlopiù verdure.